# 城南雅一
城南 雅一（じょうなん まさかず、1958年 - ）は、日本の経営者。兵庫県神戸市出身。神戸市交通事業管理者。

## 来歴・人物
1982年に神戸大学経済学部を卒業し、阪急電鉄に入社した。
鉄道営業部長や阪急バス常務取締役などを経て、2014年から2019年までに能勢電鉄社長を務めた。
2020年に神戸新交通社長に就任した。同社では、初の民間出身社長として登用された。
2021年に神戸市交通事業管理者に就任した。